# Cassegrain (cràter)
Cassegrain és un cràter d'impacte que es troba a la cara oculta de la Lluna, més enllà de l'extremitat del sud-est, al sud-est del cràter més gran Lebedev i al nord-est de Priestley, de grandària comparable.

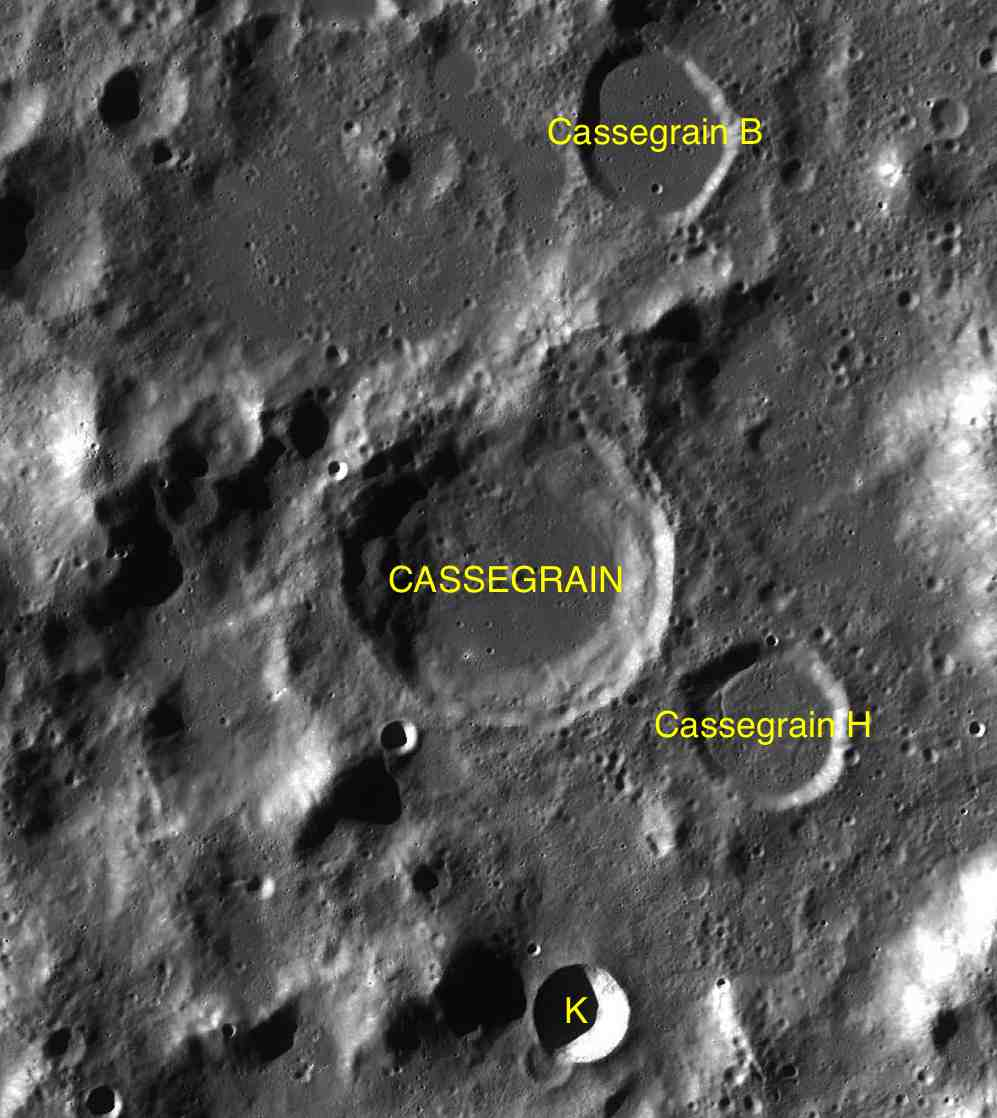
Cràters satèl·lit

L'interior d'aquest cràter té un sòl de tons relativament foscos, una característica que té en comú amb altres cràters cap a l'oest i nord-oest, que formen part de la Mare Australe. El sòl està anivellat i majoritàriament sense trets distintius, a excepció d'alguns dipòsits a la cantonada nord-oest. La vora està més fortament desgastada a la banda nord-oest que en altres llocs, i la paret interna restant mostra un talús caigut per sota de la vora.

## Cràters satèl·lit
Per convenció aquests elements són identificats en els mapes lunars posant la lletra en el costat del punt central del cràter que està més proper a Cassegrain.
| Cassegrain | Coordenades                            | Diàmetre |
| ---------- | -------------------------------------- | -------- |
| B          | 49° 00′ S, 114° 00′ E / 49.0°S,114.0°E | 39 km    |
| H          | 53° 06′ S, 115° 36′ E / 53.1°S,115.6°E | 28 km    |
| K          | 55° 00′ S, 113° 30′ E / 55.0°S,113.5°E | 17 km    |